# 孝淵的百萬LIKE
《孝淵的百萬LIKE》（韓語：효연의 백만 라이크）是韓國OnStyle電視台的綜藝節目，由少女時代成員孝淵首次單獨主持與出演，主軸以孝淵個人的SNS帳號分享時尚、美容和生活方式等資訊，展現出她的時尚、美容、Life Style等內容，同時挑戰百萬粉絲按讚(like)的節目。